# Benoît Joachim
Benoît Joachim (født 4. januar 1976) er en luxembourgsk professionel cykelrytter, som cykler for det professionelle cykelhold Astana Team.